# ロンブク氷河

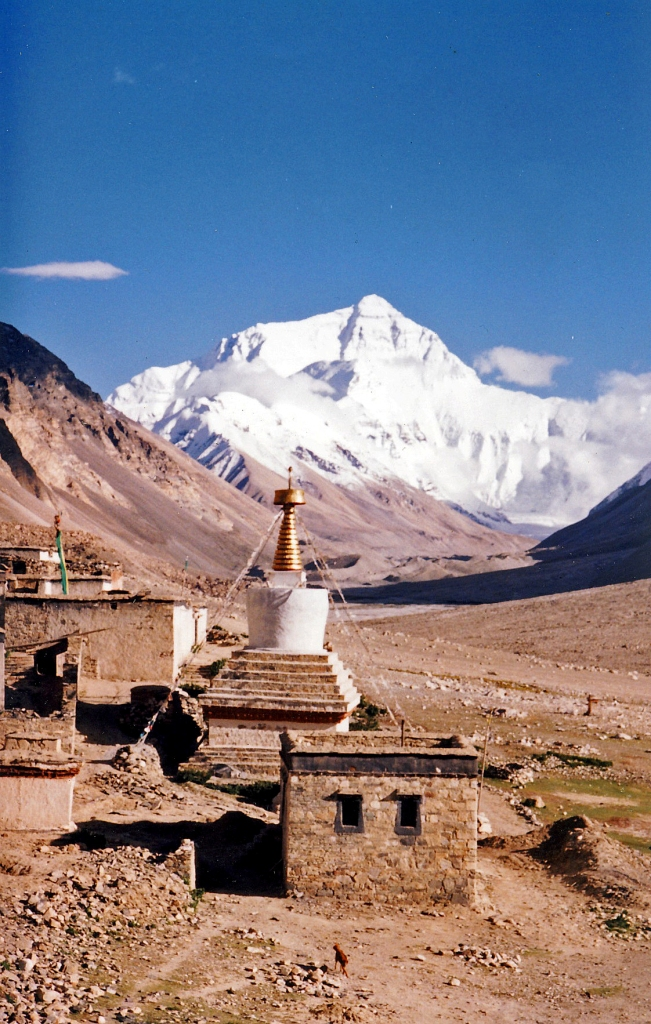
ロンブク僧院跡よりエベレストを望む

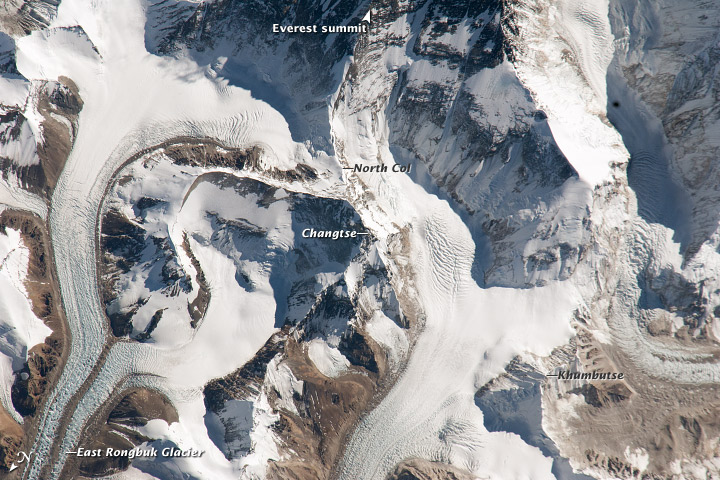
ロンブク氷河とノース・コル周辺の衛星写真

ロンブク氷河（ロンブクひょうが、英: Rongbuk Glacier）はチベットの南、ヒマラヤ山脈、エベレストのふもとにある氷河。東ロンブク氷河と西ロンブク氷河が合流してロンブク氷河を形成している。氷河は山すそを北へ流れて、ロンブク谷へと続いている。1920年代のエベレスト遠征隊が拠点としたことで知られる。ロンブク僧院はロンブク谷の北端にあり僧侶たちが生活していたが、文化大革命時に破壊されている。ロンブク氷河の水源はエベレストである。
エベレスト遠征隊やトレッキングの人々はロンブク氷河を経由して東ロンブク氷河の上にあるベースキャンプに向かう。北側からの登頂を目指す遠征隊はここからノースコルを経て北東稜をあがっていく。
イギリスのジョージ・マロリーが1921年に第一次遠征隊の一員として初めてエベレストを訪れた際、ロンブク谷とロンブク氷河をまわって登頂ルートを検討している。